# Mönsheim
Mönsheim település Németországban, azon belül Baden-Württembergben. Lakosainak száma 3012 fő (2023. december 31.).

## Népesség
A település népessége az elmúlt években az alábbi módon változott:
| Lakosok száma | 1977 | 2824 | 2804 | 2965 | 3048 | 3012 |
|               | 1975 | 2017 | 2019 | 2021 | 2022 | 2023 |